# Duca in Baviera
Duca in Baviera (tedesco: Herzog in Bayern) era il titolo usato tra gli altri dai Wittelsbach duchi del Palatinato-Zweibrücken e linee collaterali discendente da loro. Così si legge per esempio il titolo completo di Carlo I del Palatinato-Zweibrücken-Birkenfeld e patriarca del Casato del Palatinato-Birkenfeld: Conte Palatino del Reno, Duca in Baviera Conte di Veldenz e Sponheim.
Il titolo crebbe di importanza così come accordato nel 1799 - ora con il titolo di Altezza Reale - per Guglielmo, Conte Palatino di Zweibrücken-Birkenfeld-Gelnhausen ed i suoi discendenti che fondava un ramo cadetto del Casato dei Wittelsbach, che era stata la casa regnante di Baviera dal 1180. Il titolo di Duca di Baviera era stato usato dai governanti della Baviera dal 907 fino a quando la Baviera fu elevata allo status di Elettorato del Sacro Romano Impero nel 1623 (con alcune interruzioni quando la Baviera fu suddivisa:vedi Elenco dei reggenti di Baviera)
Il 16 febbraio 1799 il capo del Casato dei Wittelsbach Carlo Teodoro, Elettore di Baviera morì. Al momento c'erano due rami superstiti della famiglia Wittelsbach: Zweibrücken, con a capo il Duca Massimiliano Giuseppe e Birkenfeld guidata dal Conte Palatino Guglielmo. Massimiliano Giuseppe ereditò il titolo di Carlo Teodoro di Elettore di Baviera, mentre Guglielmo fu compensato con il titolo di Duca in Baviera. La forma di Duca in Baviera fu scelta perché nel 1506 era stata costituita una primogenitura nel Casato di Wittelsbach con la conseguenza che vi fosse un solo di Duca di Baviera nel tempo.
Nel 1965 c'erano solo due membri maschi della famiglia, il duca Luigi Guglielmo in Baviera e suo cugino il duca Luitpoldo; entrambi anziani e senza figli. Il 18 marzo 1965 il duca Luigi Guglielmo adottò il principe Max di Baviera il secondogenito di Alberto Leopoldo di Baviera e nipote di Maria Gabriella in Baviera sorella di Ludovico Guglielmo. Da questo punto in poi Max ha usato il cognome di "Herzog in Bayern" al posto del cognome "Prinz von Bayern". Max ha cinque figlie tutte nate con il cognome "Herzogin in Bayern".

## Antenati
Guglielmo, il primo Duca in Baviera, era un discendente del ramo Palatinato-Zweibrücken-Birkenfeld-Gelnhausen. I suoi antenati furono:
- Volfango, Conte Palatino di Zweibrücken (1526 – 1569) sposa Anna d'Assia
  - Carlo I, Conte Palatino di Zweibrücken-Birkenfeld (1560 - 1600), quinto figlio di Volfango, sposa Dorotea di Brunswick-Lüneburg
    - Cristiano I, Conte Palatino di Zweibrücken-Bischweiler (1598 - 1654), terzo figlio di Carlo, sposa sua cugina Maddalena Caterina di Zweibrücken, una figlia di Giovanni II, conte Palatino di Zweibrücken e Cathérine de Rohan.
      - Giovanni Carlo, Conte Palatino di Gelnhausen (1638 - 1704), secondo tra i figli sopravvissuti di Cristiano I, sposa Esther Marie von Witzleben. Furono genitori di diversi figli maschi.
        - Giovanni, Conte Palatino di Gelnhausen (1698 - 1780), secondogenito maschio di Giovanni Carlo, sposa Sofia Carlotta di Salm-Dhaun, fu padre di Guglielmo, Duca in Baviera.

## Duchi in Baviera
Se consideriamo il 1799 come l'inizio di una casata distinta, i capi sono stati:
- Guglielmo (1789/99-1837), (Il) Conte Palatino di Gelnhausen 1789, Duca in Baviera (approssimativamente) 1799
- Pio Augusto (1837)
- Max Joseph (1837–1888)
- Carlo Teodoro (1888–1909) a causa dell'abdicazione del fratello maggiore per il suo matrimonio morganatico
- Luigi Guglielmo (1909–1968)
  - Dopo la sua morte, suo cugino Luitpold Emanuel (1890-1973) è rimasto l'ultimo membro naturale della famiglia.
- Max Emanuel, adottato, dal 1968.

I membri della famiglia hanno usato il titolo di Duca e Duchessa in Baviera, con il trattamento di Altezza Reale.

## Albero genealogico
|                                                                  |                                                                  |                                                                  |                                                                  |                                                                  |                                                                  |                                                                                 |                                                                                 |                                                                                 |                                                                                 |                                                                                 |                                                                                 |                                                                                |                                                                                |                                                                                |                                                                                |                                                                                |                                                                                |                                                                                                  |                                                                                                  |                                                                                                  |                                                                                                  |                                                                                                  |                                                                                                  | Guglielmo *1752 †1837                                                                    |                                                                                          |                                                                                          |                                                                                          |                                                                                          |                                                                                          |                                                                             |                                                                             |                                                                             |                                                                             |                                                                             |                                                                             |                                                                           |                                                                           |                                                                           |                                                                           |                                                                           |                                                                           |                                                                                 |                                                                                 |                                                                                 |                                                                                 |                                                                                 |                                                                                 |                                                                                     |                                                                                     |                                                                                     |                                                                                     |                                                                                     |                                                                                     |  |  |  |  |  |  |  |  |  |  |  |  |  |  |  |  |  |  |  |  |  |  |  |  |  |  |  |  |  |  |  |  |  |  |  |  |  |  |  |  |  |  |  |  |  |  |  |  |
|                                                                  |                                                                  |                                                                  |                                                                  |                                                                  |                                                                  |                                                                                 |                                                                                 |                                                                                 |                                                                                 |                                                                                 |                                                                                 |                                                                                |                                                                                |                                                                                |                                                                                |                                                                                |                                                                                |                                                                                                  |                                                                                                  |                                                                                                  |                                                                                                  |                                                                                                  |                                                                                                  |                                                                                          |                                                                                          |                                                                                          |                                                                                          |                                                                                          |                                                                                          |                                                                             |                                                                             |                                                                             |                                                                             |                                                                             |                                                                             |                                                                           |                                                                           |                                                                           |                                                                           |                                                                           |                                                                           |                                                                                 |                                                                                 |                                                                                 |                                                                                 |                                                                                 |                                                                                 |                                                                                     |                                                                                     |                                                                                     |                                                                                     |                                                                                     |                                                                                     |  |  |  |  |  |  |  |  |  |  |  |  |  |  |  |  |  |  |  |  |  |  |  |  |  |  |  |  |  |  |  |  |  |  |  |  |  |  |  |  |  |  |  |  |  |  |  |  |
|                                                                  |                                                                  |                                                                  |                                                                  |                                                                  |                                                                  |                                                                                 |                                                                                 |                                                                                 |                                                                                 |                                                                                 |                                                                                 |                                                                                |                                                                                |                                                                                |                                                                                |                                                                                |                                                                                |                                                                                                  |                                                                                                  |                                                                                                  |                                                                                                  |                                                                                                  |                                                                                                  |                                                                                          |                                                                                          |                                                                                          |                                                                                          |                                                                                          |                                                                                          |                                                                             |                                                                             |                                                                             |                                                                             |                                                                             |                                                                             |                                                                           |                                                                           |                                                                           |                                                                           |                                                                           |                                                                           |                                                                                 |                                                                                 |                                                                                 |                                                                                 |                                                                                 |                                                                                 |                                                                                     |                                                                                     |                                                                                     |                                                                                     |                                                                                     |                                                                                     |  |  |  |  |  |  |  |  |  |  |  |  |  |  |  |  |  |  |  |  |  |  |  |  |  |  |  |  |  |  |  |  |  |  |  |  |  |  |  |  |  |  |  |  |  |  |  |  |
|                                                                  |                                                                  |                                                                  |                                                                  |                                                                  |                                                                  |                                                                                 |                                                                                 |                                                                                 |                                                                                 |                                                                                 |                                                                                 |                                                                                |                                                                                |                                                                                |                                                                                |                                                                                |                                                                                | Maria Elisabetta *1784 †1849 sp. 1808 Louis Alexandre Berthier,principe di Neuchâtel *1753 †1815 | Maria Elisabetta *1784 †1849 sp. 1808 Louis Alexandre Berthier,principe di Neuchâtel *1753 †1815 | Maria Elisabetta *1784 †1849 sp. 1808 Louis Alexandre Berthier,principe di Neuchâtel *1753 †1815 | Maria Elisabetta *1784 †1849 sp. 1808 Louis Alexandre Berthier,principe di Neuchâtel *1753 †1815 | Maria Elisabetta *1784 †1849 sp. 1808 Louis Alexandre Berthier,principe di Neuchâtel *1753 †1815 | Maria Elisabetta *1784 †1849 sp. 1808 Louis Alexandre Berthier,principe di Neuchâtel *1753 †1815 | Pio Augusto *1786 †1837 sp. 1807 Amalia Luisa di Arenberg *1789 †1823                    | Pio Augusto *1786 †1837 sp. 1807 Amalia Luisa di Arenberg *1789 †1823                    | Pio Augusto *1786 †1837 sp. 1807 Amalia Luisa di Arenberg *1789 †1823                    | Pio Augusto *1786 †1837 sp. 1807 Amalia Luisa di Arenberg *1789 †1823                    | Pio Augusto *1786 †1837 sp. 1807 Amalia Luisa di Arenberg *1789 †1823                    | Pio Augusto *1786 †1837 sp. 1807 Amalia Luisa di Arenberg *1789 †1823                    |                                                                             |                                                                             |                                                                             |                                                                             |                                                                             |                                                                             |                                                                           |                                                                           |                                                                           |                                                                           |                                                                           |                                                                           |                                                                                 |                                                                                 |                                                                                 |                                                                                 |                                                                                 |                                                                                 |                                                                                     |                                                                                     |                                                                                     |                                                                                     |                                                                                     |                                                                                     |  |  |  |  |  |  |  |  |  |  |  |  |  |  |  |  |  |  |  |  |  |  |  |  |  |  |  |  |  |  |  |  |  |  |  |  |  |  |  |  |  |  |  |  |  |  |  |  |
|                                                                  |                                                                  |                                                                  |                                                                  |                                                                  |                                                                  |                                                                                 |                                                                                 |                                                                                 |                                                                                 |                                                                                 |                                                                                 |                                                                                |                                                                                |                                                                                |                                                                                |                                                                                |                                                                                | Maria Elisabetta *1784 †1849 sp. 1808 Louis Alexandre Berthier,principe di Neuchâtel *1753 †1815 | Maria Elisabetta *1784 †1849 sp. 1808 Louis Alexandre Berthier,principe di Neuchâtel *1753 †1815 | Maria Elisabetta *1784 †1849 sp. 1808 Louis Alexandre Berthier,principe di Neuchâtel *1753 †1815 | Maria Elisabetta *1784 †1849 sp. 1808 Louis Alexandre Berthier,principe di Neuchâtel *1753 †1815 | Maria Elisabetta *1784 †1849 sp. 1808 Louis Alexandre Berthier,principe di Neuchâtel *1753 †1815 | Maria Elisabetta *1784 †1849 sp. 1808 Louis Alexandre Berthier,principe di Neuchâtel *1753 †1815 | Pio Augusto *1786 †1837 sp. 1807 Amalia Luisa di Arenberg *1789 †1823                    | Pio Augusto *1786 †1837 sp. 1807 Amalia Luisa di Arenberg *1789 †1823                    | Pio Augusto *1786 †1837 sp. 1807 Amalia Luisa di Arenberg *1789 †1823                    | Pio Augusto *1786 †1837 sp. 1807 Amalia Luisa di Arenberg *1789 †1823                    | Pio Augusto *1786 †1837 sp. 1807 Amalia Luisa di Arenberg *1789 †1823                    | Pio Augusto *1786 †1837 sp. 1807 Amalia Luisa di Arenberg *1789 †1823                    |                                                                             |                                                                             |                                                                             |                                                                             |                                                                             |                                                                             |                                                                           |                                                                           |                                                                           |                                                                           |                                                                           |                                                                           |                                                                                 |                                                                                 |                                                                                 |                                                                                 |                                                                                 |                                                                                 |                                                                                     |                                                                                     |                                                                                     |                                                                                     |                                                                                     |                                                                                     |  |  |  |  |  |  |  |  |  |  |  |  |  |  |  |  |  |  |  |  |  |  |  |  |  |  |  |  |  |  |  |  |  |  |  |  |  |  |  |  |  |  |  |  |  |  |  |  |
|                                                                  |                                                                  |                                                                  |                                                                  |                                                                  |                                                                  |                                                                                 |                                                                                 |                                                                                 |                                                                                 |                                                                                 |                                                                                 |                                                                                |                                                                                |                                                                                |                                                                                |                                                                                |                                                                                |                                                                                                  |                                                                                                  |                                                                                                  |                                                                                                  |                                                                                                  |                                                                                                  | Massimiliano Giuseppe (duca Max) *1784 †1849 sp. 1828 Ludovica di Baviera *1808 †1892    |                                                                                          |                                                                                          |                                                                                          |                                                                                          |                                                                                          |                                                                             |                                                                             |                                                                             |                                                                             |                                                                             |                                                                             |                                                                           |                                                                           |                                                                           |                                                                           |                                                                           |                                                                           |                                                                                 |                                                                                 |                                                                                 |                                                                                 |                                                                                 |                                                                                 |                                                                                     |                                                                                     |                                                                                     |                                                                                     |                                                                                     |                                                                                     |  |  |  |  |  |  |  |  |  |  |  |  |  |  |  |  |  |  |  |  |  |  |  |  |  |  |  |  |  |  |  |  |  |  |  |  |  |  |  |  |  |  |  |  |  |  |  |  |
|                                                                  |                                                                  |                                                                  |                                                                  |                                                                  |                                                                  |                                                                                 |                                                                                 |                                                                                 |                                                                                 |                                                                                 |                                                                                 |                                                                                |                                                                                |                                                                                |                                                                                |                                                                                |                                                                                |                                                                                                  |                                                                                                  |                                                                                                  |                                                                                                  |                                                                                                  |                                                                                                  |                                                                                          |                                                                                          |                                                                                          |                                                                                          |                                                                                          |                                                                                          |                                                                             |                                                                             |                                                                             |                                                                             |                                                                             |                                                                             |                                                                           |                                                                           |                                                                           |                                                                           |                                                                           |                                                                           |                                                                                 |                                                                                 |                                                                                 |                                                                                 |                                                                                 |                                                                                 |                                                                                     |                                                                                     |                                                                                     |                                                                                     |                                                                                     |                                                                                     |  |  |  |  |  |  |  |  |  |  |  |  |  |  |  |  |  |  |  |  |  |  |  |  |  |  |  |  |  |  |  |  |  |  |  |  |  |  |  |  |  |  |  |  |  |  |  |  |
|                                                                  |                                                                  |                                                                  |                                                                  |                                                                  |                                                                  |                                                                                 |                                                                                 |                                                                                 |                                                                                 |                                                                                 |                                                                                 |                                                                                |                                                                                |                                                                                |                                                                                |                                                                                |                                                                                |                                                                                                  |                                                                                                  |                                                                                                  |                                                                                                  |                                                                                                  |                                                                                                  |                                                                                          |                                                                                          |                                                                                          |                                                                                          |                                                                                          |                                                                                          |                                                                             |                                                                             |                                                                             |                                                                             |                                                                             |                                                                             |                                                                           |                                                                           |                                                                           |                                                                           |                                                                           |                                                                           |                                                                                 |                                                                                 |                                                                                 |                                                                                 |                                                                                 |                                                                                 |                                                                                     |                                                                                     |                                                                                     |                                                                                     |                                                                                     |                                                                                     |  |  |  |  |  |  |  |  |  |  |  |  |  |  |  |  |  |  |  |  |  |  |  |  |  |  |  |  |  |  |  |  |  |  |  |  |  |  |  |  |  |  |  |  |  |  |  |  |
|                                                                  |                                                                  |                                                                  |                                                                  |                                                                  |                                                                  | Luigi Guglielmo *1831 †1920 (discendenza morganatica)                           | Luigi Guglielmo *1831 †1920 (discendenza morganatica)                           | Luigi Guglielmo *1831 †1920 (discendenza morganatica)                           | Luigi Guglielmo *1831 †1920 (discendenza morganatica)                           | Luigi Guglielmo *1831 †1920 (discendenza morganatica)                           | Luigi Guglielmo *1831 †1920 (discendenza morganatica)                           | Elena *1834 †1890 sp. 1858 Massimiliano Antonio di Thurn und Taxis *1831 †1867 | Elena *1834 †1890 sp. 1858 Massimiliano Antonio di Thurn und Taxis *1831 †1867 | Elena *1834 †1890 sp. 1858 Massimiliano Antonio di Thurn und Taxis *1831 †1867 | Elena *1834 †1890 sp. 1858 Massimiliano Antonio di Thurn und Taxis *1831 †1867 | Elena *1834 †1890 sp. 1858 Massimiliano Antonio di Thurn und Taxis *1831 †1867 | Elena *1834 †1890 sp. 1858 Massimiliano Antonio di Thurn und Taxis *1831 †1867 | Elisabetta *1837 †1898 sp. 1854 Francesco Giuseppe I d'Austria *1830 †1916                       | Elisabetta *1837 †1898 sp. 1854 Francesco Giuseppe I d'Austria *1830 †1916                       | Elisabetta *1837 †1898 sp. 1854 Francesco Giuseppe I d'Austria *1830 †1916                       | Elisabetta *1837 †1898 sp. 1854 Francesco Giuseppe I d'Austria *1830 †1916                       | Elisabetta *1837 †1898 sp. 1854 Francesco Giuseppe I d'Austria *1830 †1916                       | Elisabetta *1837 †1898 sp. 1854 Francesco Giuseppe I d'Austria *1830 †1916                       | Carlo Teodoro *1839 †1909 sp. 1865 Sofia di Sassonia *1845 †1867                         | Carlo Teodoro *1839 †1909 sp. 1865 Sofia di Sassonia *1845 †1867                         | Carlo Teodoro *1839 †1909 sp. 1865 Sofia di Sassonia *1845 †1867                         | Carlo Teodoro *1839 †1909 sp. 1865 Sofia di Sassonia *1845 †1867                         | Carlo Teodoro *1839 †1909 sp. 1865 Sofia di Sassonia *1845 †1867                         | Carlo Teodoro *1839 †1909 sp. 1865 Sofia di Sassonia *1845 †1867                         | Maria Sofia *1841 †1925 sp. 1859 Francesco II delle Due Sicilie *1836 †1894 | Maria Sofia *1841 †1925 sp. 1859 Francesco II delle Due Sicilie *1836 †1894 | Maria Sofia *1841 †1925 sp. 1859 Francesco II delle Due Sicilie *1836 †1894 | Maria Sofia *1841 †1925 sp. 1859 Francesco II delle Due Sicilie *1836 †1894 | Maria Sofia *1841 †1925 sp. 1859 Francesco II delle Due Sicilie *1836 †1894 | Maria Sofia *1841 †1925 sp. 1859 Francesco II delle Due Sicilie *1836 †1894 | Matilde Ludovica *1843 †1925 sp. Luigi di Borbone-Due Sicilie *1838 †1886 | Matilde Ludovica *1843 †1925 sp. Luigi di Borbone-Due Sicilie *1838 †1886 | Matilde Ludovica *1843 †1925 sp. Luigi di Borbone-Due Sicilie *1838 †1886 | Matilde Ludovica *1843 †1925 sp. Luigi di Borbone-Due Sicilie *1838 †1886 | Matilde Ludovica *1843 †1925 sp. Luigi di Borbone-Due Sicilie *1838 †1886 | Matilde Ludovica *1843 †1925 sp. Luigi di Borbone-Due Sicilie *1838 †1886 | Sofia Carlotta *1847 †1897 sp. Ferdinando d'Orléans, duca d'Alençon *1844 †1910 | Sofia Carlotta *1847 †1897 sp. Ferdinando d'Orléans, duca d'Alençon *1844 †1910 | Sofia Carlotta *1847 †1897 sp. Ferdinando d'Orléans, duca d'Alençon *1844 †1910 | Sofia Carlotta *1847 †1897 sp. Ferdinando d'Orléans, duca d'Alençon *1844 †1910 | Sofia Carlotta *1847 †1897 sp. Ferdinando d'Orléans, duca d'Alençon *1844 †1910 | Sofia Carlotta *1847 †1897 sp. Ferdinando d'Orléans, duca d'Alençon *1844 †1910 | Massimiliano Emanuele *1849 †1893 sp. Amalia di Sassonia-Coburgo-Kohary *1848 †1894 | Massimiliano Emanuele *1849 †1893 sp. Amalia di Sassonia-Coburgo-Kohary *1848 †1894 | Massimiliano Emanuele *1849 †1893 sp. Amalia di Sassonia-Coburgo-Kohary *1848 †1894 | Massimiliano Emanuele *1849 †1893 sp. Amalia di Sassonia-Coburgo-Kohary *1848 †1894 | Massimiliano Emanuele *1849 †1893 sp. Amalia di Sassonia-Coburgo-Kohary *1848 †1894 | Massimiliano Emanuele *1849 †1893 sp. Amalia di Sassonia-Coburgo-Kohary *1848 †1894 |  |  |  |  |  |  |  |  |  |  |  |  |  |  |  |  |  |  |  |  |  |  |  |  |  |  |  |  |  |  |  |  |  |  |  |  |  |  |  |  |  |  |  |  |  |  |  |  |
|                                                                  |                                                                  |                                                                  |                                                                  |                                                                  |                                                                  | Luigi Guglielmo *1831 †1920 (discendenza morganatica)                           | Luigi Guglielmo *1831 †1920 (discendenza morganatica)                           | Luigi Guglielmo *1831 †1920 (discendenza morganatica)                           | Luigi Guglielmo *1831 †1920 (discendenza morganatica)                           | Luigi Guglielmo *1831 †1920 (discendenza morganatica)                           | Luigi Guglielmo *1831 †1920 (discendenza morganatica)                           | Elena *1834 †1890 sp. 1858 Massimiliano Antonio di Thurn und Taxis *1831 †1867 | Elena *1834 †1890 sp. 1858 Massimiliano Antonio di Thurn und Taxis *1831 †1867 | Elena *1834 †1890 sp. 1858 Massimiliano Antonio di Thurn und Taxis *1831 †1867 | Elena *1834 †1890 sp. 1858 Massimiliano Antonio di Thurn und Taxis *1831 †1867 | Elena *1834 †1890 sp. 1858 Massimiliano Antonio di Thurn und Taxis *1831 †1867 | Elena *1834 †1890 sp. 1858 Massimiliano Antonio di Thurn und Taxis *1831 †1867 | Elisabetta *1837 †1898 sp. 1854 Francesco Giuseppe I d'Austria *1830 †1916                       | Elisabetta *1837 †1898 sp. 1854 Francesco Giuseppe I d'Austria *1830 †1916                       | Elisabetta *1837 †1898 sp. 1854 Francesco Giuseppe I d'Austria *1830 †1916                       | Elisabetta *1837 †1898 sp. 1854 Francesco Giuseppe I d'Austria *1830 †1916                       | Elisabetta *1837 †1898 sp. 1854 Francesco Giuseppe I d'Austria *1830 †1916                       | Elisabetta *1837 †1898 sp. 1854 Francesco Giuseppe I d'Austria *1830 †1916                       | Carlo Teodoro *1839 †1909 sp. 1865 Sofia di Sassonia *1845 †1867                         | Carlo Teodoro *1839 †1909 sp. 1865 Sofia di Sassonia *1845 †1867                         | Carlo Teodoro *1839 †1909 sp. 1865 Sofia di Sassonia *1845 †1867                         | Carlo Teodoro *1839 †1909 sp. 1865 Sofia di Sassonia *1845 †1867                         | Carlo Teodoro *1839 †1909 sp. 1865 Sofia di Sassonia *1845 †1867                         | Carlo Teodoro *1839 †1909 sp. 1865 Sofia di Sassonia *1845 †1867                         | Maria Sofia *1841 †1925 sp. 1859 Francesco II delle Due Sicilie *1836 †1894 | Maria Sofia *1841 †1925 sp. 1859 Francesco II delle Due Sicilie *1836 †1894 | Maria Sofia *1841 †1925 sp. 1859 Francesco II delle Due Sicilie *1836 †1894 | Maria Sofia *1841 †1925 sp. 1859 Francesco II delle Due Sicilie *1836 †1894 | Maria Sofia *1841 †1925 sp. 1859 Francesco II delle Due Sicilie *1836 †1894 | Maria Sofia *1841 †1925 sp. 1859 Francesco II delle Due Sicilie *1836 †1894 | Matilde Ludovica *1843 †1925 sp. Luigi di Borbone-Due Sicilie *1838 †1886 | Matilde Ludovica *1843 †1925 sp. Luigi di Borbone-Due Sicilie *1838 †1886 | Matilde Ludovica *1843 †1925 sp. Luigi di Borbone-Due Sicilie *1838 †1886 | Matilde Ludovica *1843 †1925 sp. Luigi di Borbone-Due Sicilie *1838 †1886 | Matilde Ludovica *1843 †1925 sp. Luigi di Borbone-Due Sicilie *1838 †1886 | Matilde Ludovica *1843 †1925 sp. Luigi di Borbone-Due Sicilie *1838 †1886 | Sofia Carlotta *1847 †1897 sp. Ferdinando d'Orléans, duca d'Alençon *1844 †1910 | Sofia Carlotta *1847 †1897 sp. Ferdinando d'Orléans, duca d'Alençon *1844 †1910 | Sofia Carlotta *1847 †1897 sp. Ferdinando d'Orléans, duca d'Alençon *1844 †1910 | Sofia Carlotta *1847 †1897 sp. Ferdinando d'Orléans, duca d'Alençon *1844 †1910 | Sofia Carlotta *1847 †1897 sp. Ferdinando d'Orléans, duca d'Alençon *1844 †1910 | Sofia Carlotta *1847 †1897 sp. Ferdinando d'Orléans, duca d'Alençon *1844 †1910 | Massimiliano Emanuele *1849 †1893 sp. Amalia di Sassonia-Coburgo-Kohary *1848 †1894 | Massimiliano Emanuele *1849 †1893 sp. Amalia di Sassonia-Coburgo-Kohary *1848 †1894 | Massimiliano Emanuele *1849 †1893 sp. Amalia di Sassonia-Coburgo-Kohary *1848 †1894 | Massimiliano Emanuele *1849 †1893 sp. Amalia di Sassonia-Coburgo-Kohary *1848 †1894 | Massimiliano Emanuele *1849 †1893 sp. Amalia di Sassonia-Coburgo-Kohary *1848 †1894 | Massimiliano Emanuele *1849 †1893 sp. Amalia di Sassonia-Coburgo-Kohary *1848 †1894 |  |  |  |  |  |  |  |  |  |  |  |  |  |  |  |  |  |  |  |  |  |  |  |  |  |  |  |  |  |  |  |  |  |  |  |  |  |  |  |  |  |  |  |  |  |  |  |  |
|                                                                  |                                                                  |                                                                  |                                                                  |                                                                  |                                                                  |                                                                                 |                                                                                 |                                                                                 |                                                                                 |                                                                                 |                                                                                 |                                                                                |                                                                                |                                                                                |                                                                                |                                                                                |                                                                                |                                                                                                  |                                                                                                  |                                                                                                  |                                                                                                  |                                                                                                  |                                                                                                  |                                                                                          |                                                                                          |                                                                                          |                                                                                          |                                                                                          |                                                                                          |                                                                             |                                                                             |                                                                             |                                                                             |                                                                             |                                                                             |                                                                           |                                                                           |                                                                           |                                                                           |                                                                           |                                                                           |                                                                                 |                                                                                 |                                                                                 |                                                                                 |                                                                                 |                                                                                 |                                                                                     |                                                                                     |                                                                                     |                                                                                     |                                                                                     |                                                                                     |  |  |  |  |  |  |  |  |  |  |  |  |  |  |  |  |  |  |  |  |  |  |  |  |  |  |  |  |  |  |  |  |  |  |  |  |  |  |  |  |  |  |  |  |  |  |  |  |
| Amalia Maria *1865 †1912 sp. 1892 Guglielmo di Urach *1864 †1828 | Amalia Maria *1865 †1912 sp. 1892 Guglielmo di Urach *1864 †1828 | Amalia Maria *1865 †1912 sp. 1892 Guglielmo di Urach *1864 †1828 | Amalia Maria *1865 †1912 sp. 1892 Guglielmo di Urach *1864 †1828 | Amalia Maria *1865 †1912 sp. 1892 Guglielmo di Urach *1864 †1828 | Amalia Maria *1865 †1912 sp. 1892 Guglielmo di Urach *1864 †1828 | Sofia Adelaide *1875 †1957 sp. 1898 Hans Veit zu Toering-Jettenbach *1862 †1929 | Sofia Adelaide *1875 †1957 sp. 1898 Hans Veit zu Toering-Jettenbach *1862 †1929 | Sofia Adelaide *1875 †1957 sp. 1898 Hans Veit zu Toering-Jettenbach *1862 †1929 | Sofia Adelaide *1875 †1957 sp. 1898 Hans Veit zu Toering-Jettenbach *1862 †1929 | Sofia Adelaide *1875 †1957 sp. 1898 Hans Veit zu Toering-Jettenbach *1862 †1929 | Sofia Adelaide *1875 †1957 sp. 1898 Hans Veit zu Toering-Jettenbach *1862 †1929 | Elisabetta *1876 †1965 sp. 1900 Alberto I del Belgio *1875 †1934               | Elisabetta *1876 †1965 sp. 1900 Alberto I del Belgio *1875 †1934               | Elisabetta *1876 †1965 sp. 1900 Alberto I del Belgio *1875 †1934               | Elisabetta *1876 †1965 sp. 1900 Alberto I del Belgio *1875 †1934               | Elisabetta *1876 †1965 sp. 1900 Alberto I del Belgio *1875 †1934               | Elisabetta *1876 †1965 sp. 1900 Alberto I del Belgio *1875 †1934               | Maria Gabriella *1878 †1912 sp. 1900 Rupprecht di Baviera *1869 †1955                            | Maria Gabriella *1878 †1912 sp. 1900 Rupprecht di Baviera *1869 †1955                            | Maria Gabriella *1878 †1912 sp. 1900 Rupprecht di Baviera *1869 †1955                            | Maria Gabriella *1878 †1912 sp. 1900 Rupprecht di Baviera *1869 †1955                            | Maria Gabriella *1878 †1912 sp. 1900 Rupprecht di Baviera *1869 †1955                            | Maria Gabriella *1878 †1912 sp. 1900 Rupprecht di Baviera *1869 †1955                            | Luigi Guglielmo *1884 †1968 sp. 1917 Eleonore di Sayn-Wittgenstein-Berleburg *1880 †1965 | Luigi Guglielmo *1884 †1968 sp. 1917 Eleonore di Sayn-Wittgenstein-Berleburg *1880 †1965 | Luigi Guglielmo *1884 †1968 sp. 1917 Eleonore di Sayn-Wittgenstein-Berleburg *1880 †1965 | Luigi Guglielmo *1884 †1968 sp. 1917 Eleonore di Sayn-Wittgenstein-Berleburg *1880 †1965 | Luigi Guglielmo *1884 †1968 sp. 1917 Eleonore di Sayn-Wittgenstein-Berleburg *1880 †1965 | Luigi Guglielmo *1884 †1968 sp. 1917 Eleonore di Sayn-Wittgenstein-Berleburg *1880 †1965 |                                                                             |                                                                             |                                                                             |                                                                             |                                                                             |                                                                             | Sigfrido *1876 †1952                                                      | Sigfrido *1876 †1952                                                      | Sigfrido *1876 †1952                                                      | Sigfrido *1876 †1952                                                      | Sigfrido *1876 †1952                                                      | Sigfrido *1876 †1952                                                      | Cristoforo *1879 †1963 sp. 1924 Anna Sibig *1874 †1958                          | Cristoforo *1879 †1963 sp. 1924 Anna Sibig *1874 †1958                          | Cristoforo *1879 †1963 sp. 1924 Anna Sibig *1874 †1958                          | Cristoforo *1879 †1963 sp. 1924 Anna Sibig *1874 †1958                          | Cristoforo *1879 †1963 sp. 1924 Anna Sibig *1874 †1958                          | Cristoforo *1879 †1963 sp. 1924 Anna Sibig *1874 †1958                          | Luitpold Emanuel *1898 †1973                                                        | Luitpold Emanuel *1898 †1973                                                        | Luitpold Emanuel *1898 †1973                                                        | Luitpold Emanuel *1898 †1973                                                        | Luitpold Emanuel *1898 †1973                                                        | Luitpold Emanuel *1898 †1973                                                        |  |  |  |  |  |  |  |  |  |  |  |  |  |  |  |  |  |  |  |  |  |  |  |  |  |  |  |  |  |  |  |  |  |  |  |  |  |  |  |  |  |  |  |  |  |  |  |  |
| Amalia Maria *1865 †1912 sp. 1892 Guglielmo di Urach *1864 †1828 | Amalia Maria *1865 †1912 sp. 1892 Guglielmo di Urach *1864 †1828 | Amalia Maria *1865 †1912 sp. 1892 Guglielmo di Urach *1864 †1828 | Amalia Maria *1865 †1912 sp. 1892 Guglielmo di Urach *1864 †1828 | Amalia Maria *1865 †1912 sp. 1892 Guglielmo di Urach *1864 †1828 | Amalia Maria *1865 †1912 sp. 1892 Guglielmo di Urach *1864 †1828 | Sofia Adelaide *1875 †1957 sp. 1898 Hans Veit zu Toering-Jettenbach *1862 †1929 | Sofia Adelaide *1875 †1957 sp. 1898 Hans Veit zu Toering-Jettenbach *1862 †1929 | Sofia Adelaide *1875 †1957 sp. 1898 Hans Veit zu Toering-Jettenbach *1862 †1929 | Sofia Adelaide *1875 †1957 sp. 1898 Hans Veit zu Toering-Jettenbach *1862 †1929 | Sofia Adelaide *1875 †1957 sp. 1898 Hans Veit zu Toering-Jettenbach *1862 †1929 | Sofia Adelaide *1875 †1957 sp. 1898 Hans Veit zu Toering-Jettenbach *1862 †1929 | Elisabetta *1876 †1965 sp. 1900 Alberto I del Belgio *1875 †1934               | Elisabetta *1876 †1965 sp. 1900 Alberto I del Belgio *1875 †1934               | Elisabetta *1876 †1965 sp. 1900 Alberto I del Belgio *1875 †1934               | Elisabetta *1876 †1965 sp. 1900 Alberto I del Belgio *1875 †1934               | Elisabetta *1876 †1965 sp. 1900 Alberto I del Belgio *1875 †1934               | Elisabetta *1876 †1965 sp. 1900 Alberto I del Belgio *1875 †1934               | Maria Gabriella *1878 †1912 sp. 1900 Rupprecht di Baviera *1869 †1955                            | Maria Gabriella *1878 †1912 sp. 1900 Rupprecht di Baviera *1869 †1955                            | Maria Gabriella *1878 †1912 sp. 1900 Rupprecht di Baviera *1869 †1955                            | Maria Gabriella *1878 †1912 sp. 1900 Rupprecht di Baviera *1869 †1955                            | Maria Gabriella *1878 †1912 sp. 1900 Rupprecht di Baviera *1869 †1955                            | Maria Gabriella *1878 †1912 sp. 1900 Rupprecht di Baviera *1869 †1955                            | Luigi Guglielmo *1884 †1968 sp. 1917 Eleonore di Sayn-Wittgenstein-Berleburg *1880 †1965 | Luigi Guglielmo *1884 †1968 sp. 1917 Eleonore di Sayn-Wittgenstein-Berleburg *1880 †1965 | Luigi Guglielmo *1884 †1968 sp. 1917 Eleonore di Sayn-Wittgenstein-Berleburg *1880 †1965 | Luigi Guglielmo *1884 †1968 sp. 1917 Eleonore di Sayn-Wittgenstein-Berleburg *1880 †1965 | Luigi Guglielmo *1884 †1968 sp. 1917 Eleonore di Sayn-Wittgenstein-Berleburg *1880 †1965 | Luigi Guglielmo *1884 †1968 sp. 1917 Eleonore di Sayn-Wittgenstein-Berleburg *1880 †1965 |                                                                             |                                                                             |                                                                             |                                                                             |                                                                             |                                                                             | Sigfrido *1876 †1952                                                      | Sigfrido *1876 †1952                                                      | Sigfrido *1876 †1952                                                      | Sigfrido *1876 †1952                                                      | Sigfrido *1876 †1952                                                      | Sigfrido *1876 †1952                                                      | Cristoforo *1879 †1963 sp. 1924 Anna Sibig *1874 †1958                          | Cristoforo *1879 †1963 sp. 1924 Anna Sibig *1874 †1958                          | Cristoforo *1879 †1963 sp. 1924 Anna Sibig *1874 †1958                          | Cristoforo *1879 †1963 sp. 1924 Anna Sibig *1874 †1958                          | Cristoforo *1879 †1963 sp. 1924 Anna Sibig *1874 †1958                          | Cristoforo *1879 †1963 sp. 1924 Anna Sibig *1874 †1958                          | Luitpold Emanuel *1898 †1973                                                        | Luitpold Emanuel *1898 †1973                                                        | Luitpold Emanuel *1898 †1973                                                        | Luitpold Emanuel *1898 †1973                                                        | Luitpold Emanuel *1898 †1973                                                        | Luitpold Emanuel *1898 †1973                                                        |  |  |  |  |  |  |  |  |  |  |  |  |  |  |  |  |  |  |  |  |  |  |  |  |  |  |  |  |  |  |  |  |  |  |  |  |  |  |  |  |  |  |  |  |  |  |  |  |
|                                                                  |                                                                  |                                                                  |                                                                  |                                                                  |                                                                  |                                                                                 |                                                                                 |                                                                                 |                                                                                 |                                                                                 |                                                                                 |                                                                                |                                                                                |                                                                                |                                                                                |                                                                                |                                                                                |                                                                                                  |                                                                                                  |                                                                                                  |                                                                                                  |                                                                                                  |                                                                                                  | Massimiliano (adottato) *1937 sp. 1967 Elizabeth Douglas *1940                           |                                                                                          |                                                                                          |                                                                                          |                                                                                          |                                                                                          |                                                                             |                                                                             |                                                                             |                                                                             |                                                                             |                                                                             |                                                                           |                                                                           |                                                                           |                                                                           |                                                                           |                                                                           |                                                                                 |                                                                                 |                                                                                 |                                                                                 |                                                                                 |                                                                                 |                                                                                     |                                                                                     |                                                                                     |                                                                                     |                                                                                     |                                                                                     |  |  |  |  |  |  |  |  |  |  |  |  |  |  |  |  |  |  |  |  |  |  |  |  |  |  |  |  |  |  |  |  |  |  |  |  |  |  |  |  |  |  |  |  |  |  |  |  |
|                                                                  |                                                                  |                                                                  |                                                                  |                                                                  |                                                                  |                                                                                 |                                                                                 |                                                                                 |                                                                                 |                                                                                 |                                                                                 |                                                                                |                                                                                |                                                                                |                                                                                |                                                                                |                                                                                |                                                                                                  |                                                                                                  |                                                                                                  |                                                                                                  |                                                                                                  |                                                                                                  |                                                                                          |                                                                                          |                                                                                          |                                                                                          |                                                                                          |                                                                                          |                                                                             |                                                                             |                                                                             |                                                                             |                                                                             |                                                                             |                                                                           |                                                                           |                                                                           |                                                                           |                                                                           |                                                                           |                                                                                 |                                                                                 |                                                                                 |                                                                                 |                                                                                 |                                                                                 |                                                                                     |                                                                                     |                                                                                     |                                                                                     |                                                                                     |                                                                                     |  |  |  |  |  |  |  |  |  |  |  |  |  |  |  |  |  |  |  |  |  |  |  |  |  |  |  |  |  |  |  |  |  |  |  |  |  |  |  |  |  |  |  |  |  |  |  |  |
|                                                                  |                                                                  |                                                                  |                                                                  |                                                                  |                                                                  |                                                                                 |                                                                                 |                                                                                 |                                                                                 |                                                                                 |                                                                                 |                                                                                |                                                                                |                                                                                |                                                                                |                                                                                |                                                                                |                                                                                                  |                                                                                                  |                                                                                                  |                                                                                                  |                                                                                                  |                                                                                                  |                                                                                          |                                                                                          |                                                                                          |                                                                                          |                                                                                          |                                                                                          |                                                                             |                                                                             |                                                                             |                                                                             |                                                                             |                                                                             |                                                                           |                                                                           |                                                                           |                                                                           |                                                                           |                                                                           |                                                                                 |                                                                                 |                                                                                 |                                                                                 |                                                                                 |                                                                                 |                                                                                     |                                                                                     |                                                                                     |                                                                                     |                                                                                     |                                                                                     |  |  |  |  |  |  |  |  |  |  |  |  |  |  |  |  |  |  |  |  |  |  |  |  |  |  |  |  |  |  |  |  |  |  |  |  |  |  |  |  |  |  |  |  |  |  |  |  |
|                                                                  |                                                                  |                                                                  |                                                                  |                                                                  |                                                                  |                                                                                 |                                                                                 |                                                                                 |                                                                                 |                                                                                 |                                                                                 | Sofia *1967 sp. 1993 Luigi di Liechtenstein *1968                              | Sofia *1967 sp. 1993 Luigi di Liechtenstein *1968                              | Sofia *1967 sp. 1993 Luigi di Liechtenstein *1968                              | Sofia *1967 sp. 1993 Luigi di Liechtenstein *1968                              | Sofia *1967 sp. 1993 Luigi di Liechtenstein *1968                              | Sofia *1967 sp. 1993 Luigi di Liechtenstein *1968                              | Marie Caroline *1969 sp. 1991 Filippo di Württemberg *1964                                       | Marie Caroline *1969 sp. 1991 Filippo di Württemberg *1964                                       | Marie Caroline *1969 sp. 1991 Filippo di Württemberg *1964                                       | Marie Caroline *1969 sp. 1991 Filippo di Württemberg *1964                                       | Marie Caroline *1969 sp. 1991 Filippo di Württemberg *1964                                       | Marie Caroline *1969 sp. 1991 Filippo di Württemberg *1964                                       | Helene *1972                                                                             | Helene *1972                                                                             | Helene *1972                                                                             | Helene *1972                                                                             | Helene *1972                                                                             | Helene *1972                                                                             | Elizabeth *1973 sp. 2004 Daniel Terberger *1967                             | Elizabeth *1973 sp. 2004 Daniel Terberger *1967                             | Elizabeth *1973 sp. 2004 Daniel Terberger *1967                             | Elizabeth *1973 sp. 2004 Daniel Terberger *1967                             | Elizabeth *1973 sp. 2004 Daniel Terberger *1967                             | Elizabeth *1973 sp. 2004 Daniel Terberger *1967                             | Anna *1975 sp. 2007 Klaus Runow                                           | Anna *1975 sp. 2007 Klaus Runow                                           | Anna *1975 sp. 2007 Klaus Runow                                           | Anna *1975 sp. 2007 Klaus Runow                                           | Anna *1975 sp. 2007 Klaus Runow                                           | Anna *1975 sp. 2007 Klaus Runow                                           |                                                                                 |                                                                                 |                                                                                 |                                                                                 |                                                                                 |                                                                                 |                                                                                     |                                                                                     |                                                                                     |                                                                                     |                                                                                     |                                                                                     |  |  |  |  |  |  |  |  |  |  |  |  |  |  |  |  |  |  |  |  |  |  |  |  |  |  |  |  |  |  |  |  |  |  |  |  |  |  |  |  |  |  |  |  |  |  |  |  |

## Dimore
Nel 1813 il duca Guglielmo in Baviera acquistò un ex monastero dopo la sua secolarizzazione, la francone Abbazia di Banz. Suo nipote il duca Massimiliano Giuseppe in Baviera acquistò il Castello di Possenhofen sul Lago di Starnberg che divenne la sua principale residenza e dove i suoi figli, in particolare la futura Imperatrice Elisabetta d'Austria, Regina d'Ungheria ("Sissi"), furono allevati. Nel 1838 egli acquistò il Castello di Unterwittelsbach (oggi ospita un museo di "Sissi") nei pressi del sito di Burg Wittelsbach, la sede ancestrale del Casato di Wittelsbach. Sua moglie, la Principessa Ludovica di Baviera, figlia del re Massimiliano I Giuseppe di Baviera, eredità l'alto bavarese Abbazia di Tegernsee, acquistata nel 1817 da Re Massimiliano I Giuseppe, insieme alla vicina Kreuth. 
Luitpold Emanuel in Bavaria (1890-1973), l'ultima prole del ramo minore in Baviera, vendette Possenhofen e Schloss Biederstein a Monaco al fine di finanziare il suo tardo romantico castello di Ringberg. Suo cugino il Duca Luigi Guglielmo in Baviera, anch'egli senza figli, nel 1965 adottò il nipote di sua sorella Maria Gabriella, il Principe Max Emanuel di Baviera del ramo maggiore, che ereditò le proprietà a Banz, Tegernsee e Kreuth da suo zio e, dal lato di suo padre, il Castello di Wildenwart nei pressi du Frasdorf, che nel 1862 erano stati acquistati da Francesco V, Duca di Modena che le lasciò a sua nipote, la regina bavarese Maria Teresa.

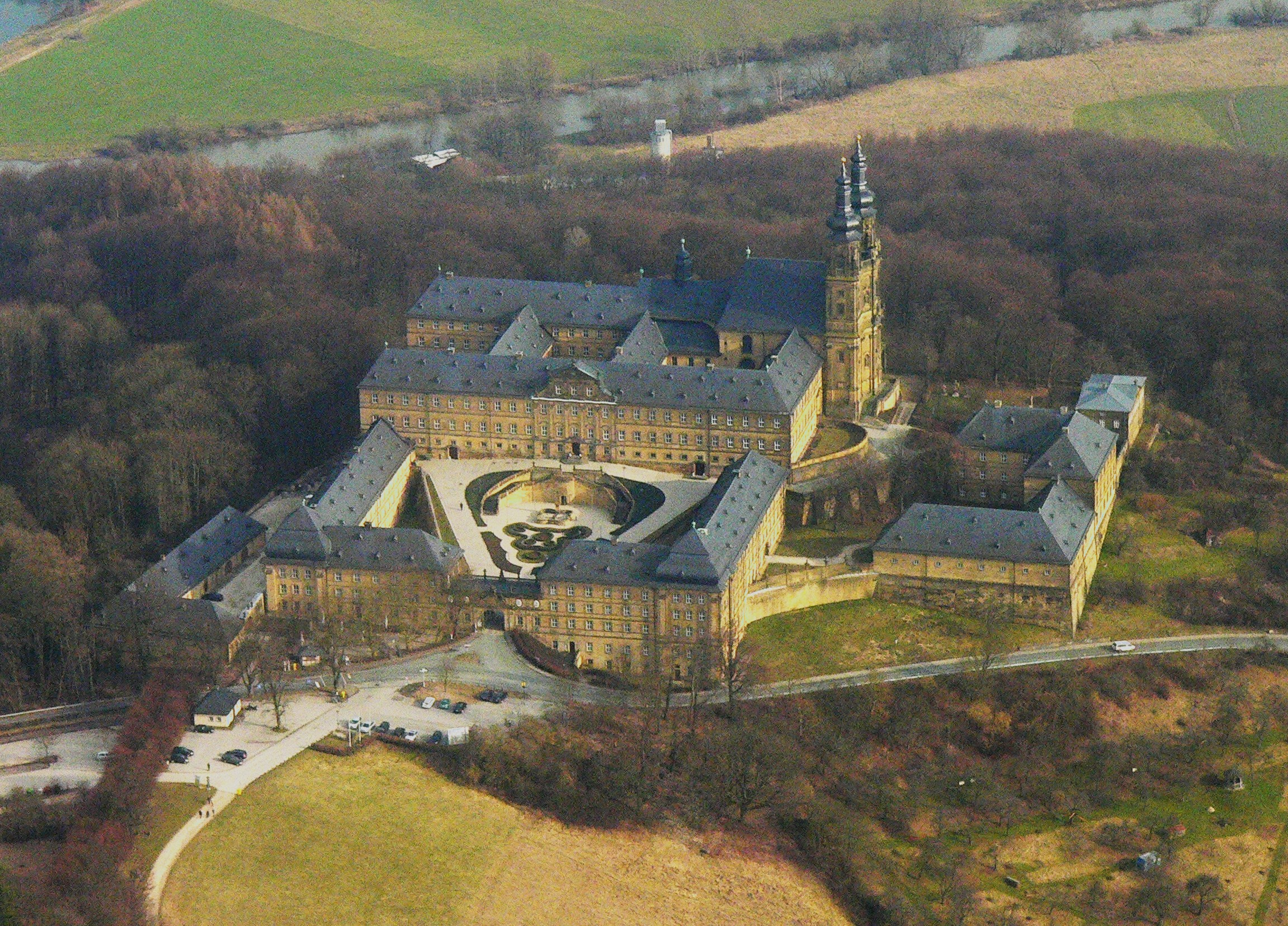
Abbazia di Banz
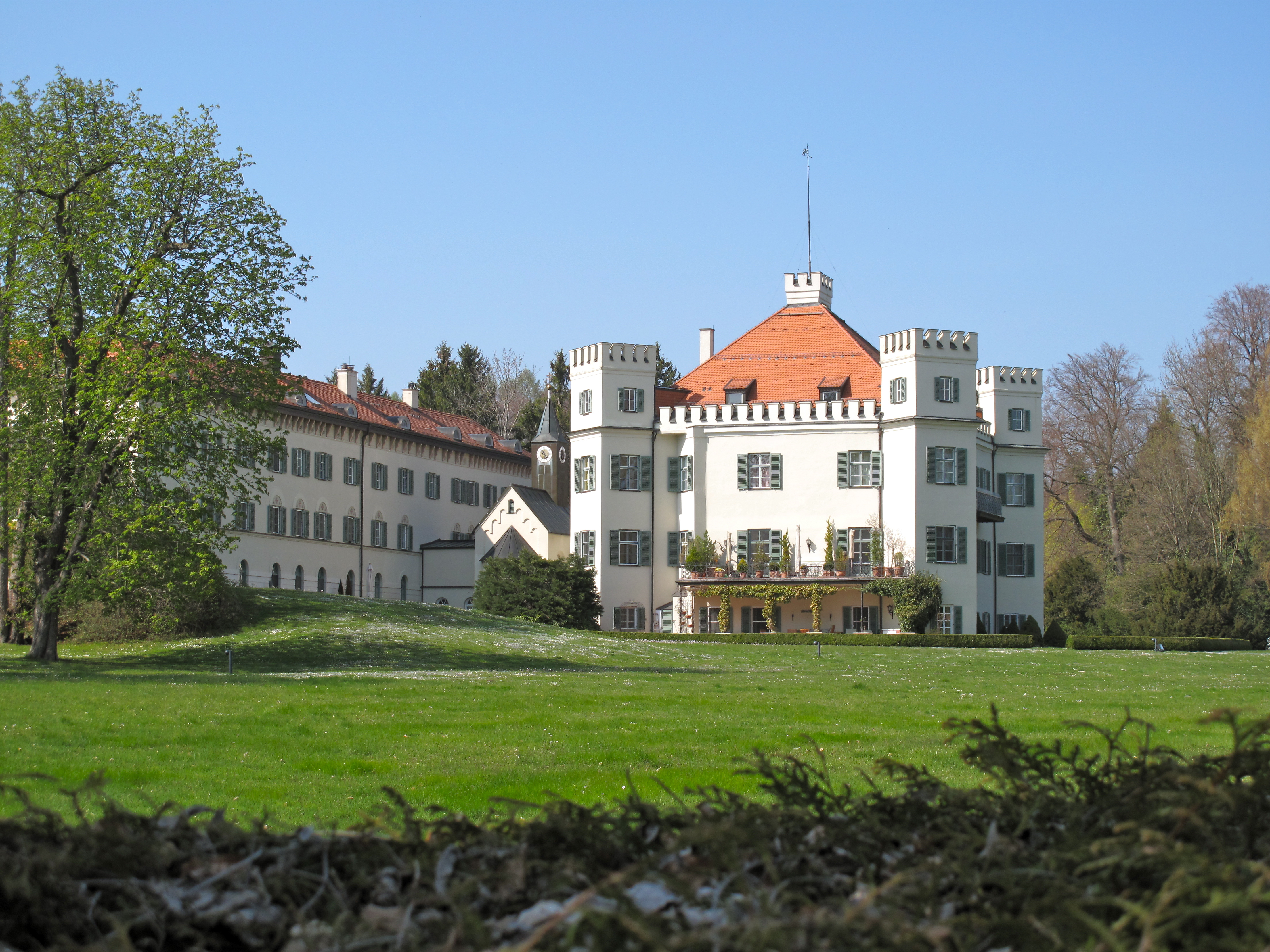
Castello di Possenhofen
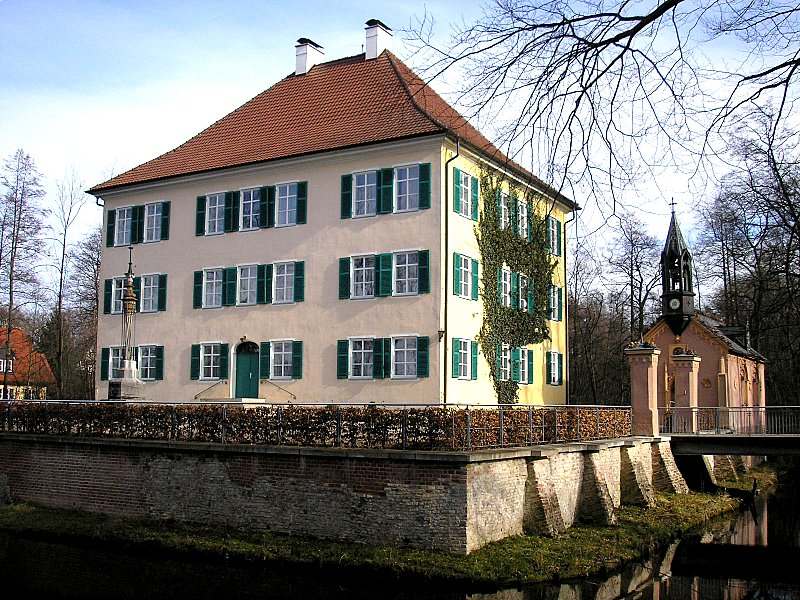
Castello di Unterwittelsbach
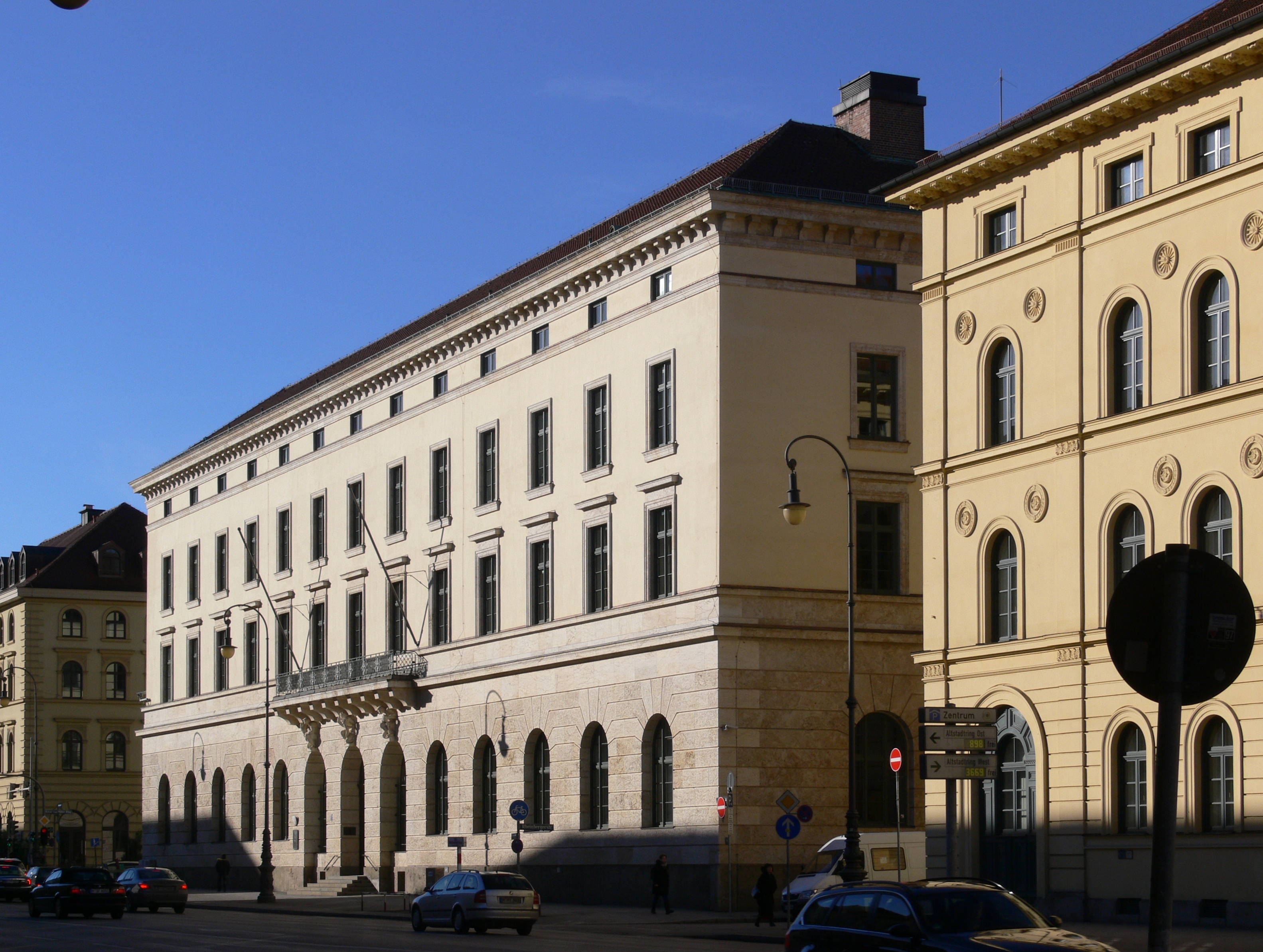
La dimora del Duca Massimiliano Giuseppe in Baviera a Monaco
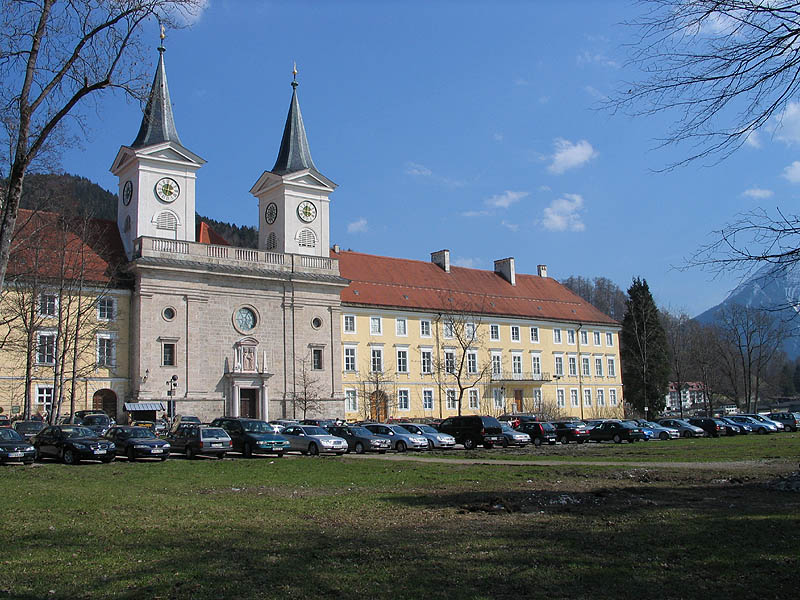
Abbazia di Tegernsee
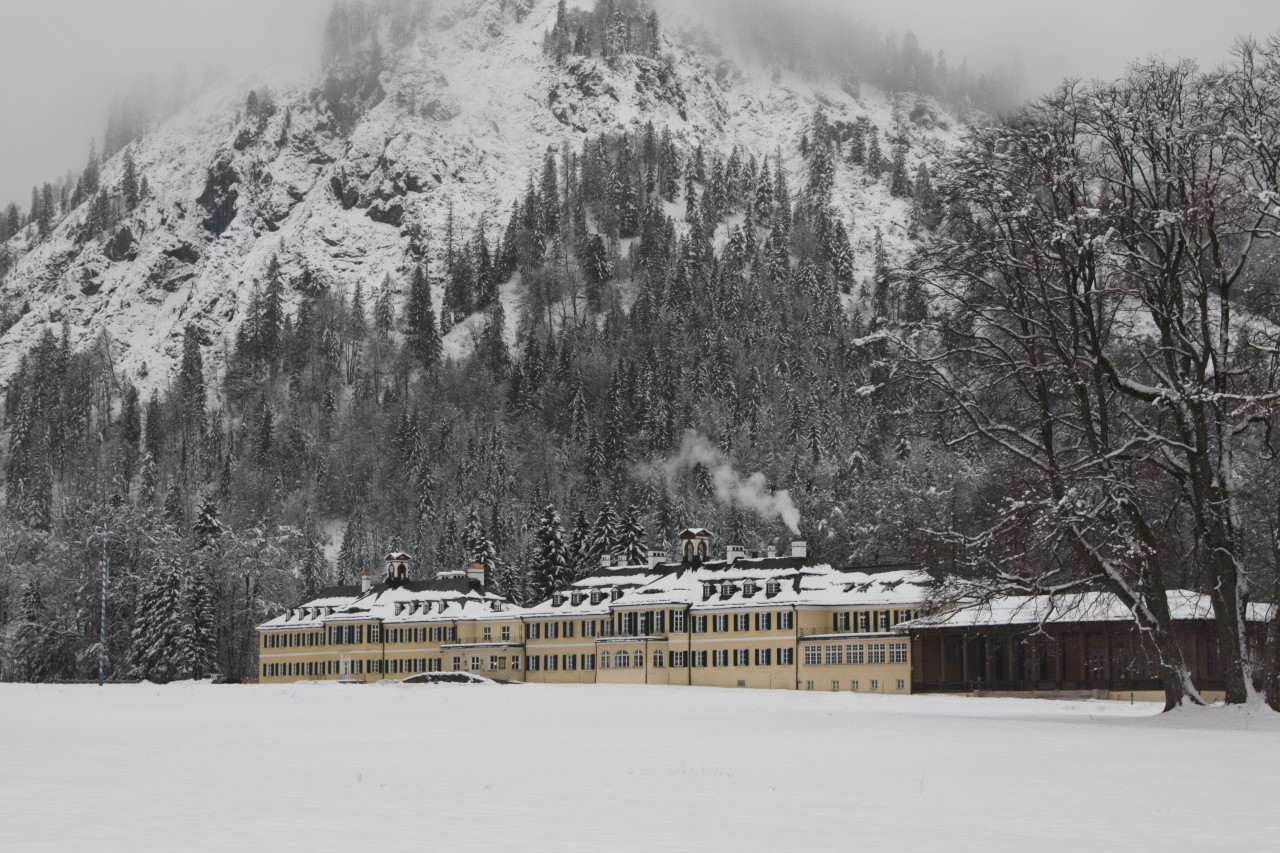
Lo stabilimento balneare ("Wildbad") Kreuth
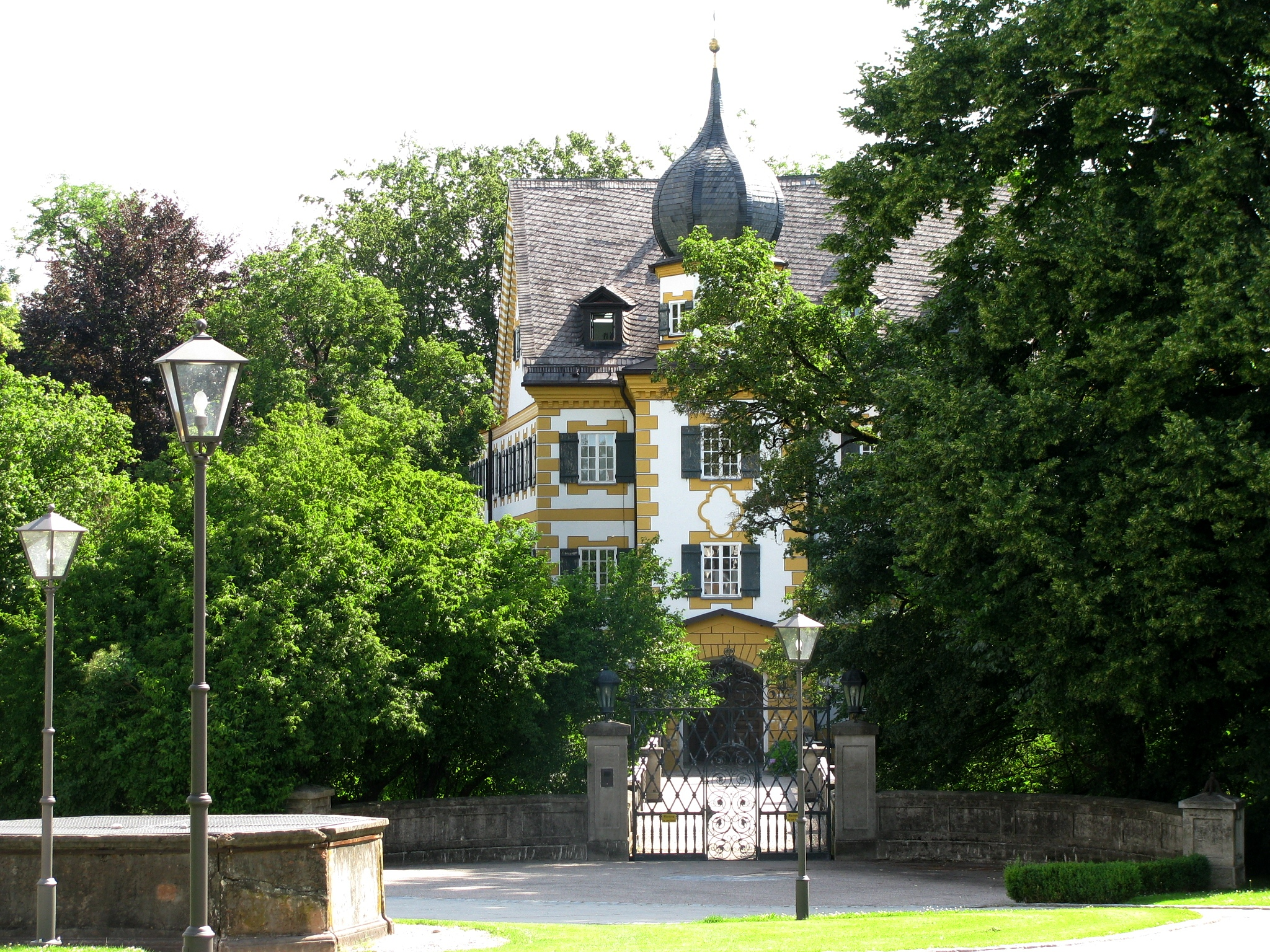
Castello di Wildenwart